# Hakonechloa macra
Hakonechloa es un género monotípico de plantas herbáceas perteneciente a la familia de las poáceas. Su única especie: Hakonechloa macra (Munro) Honda, es originaria del este de Asia en Japón.

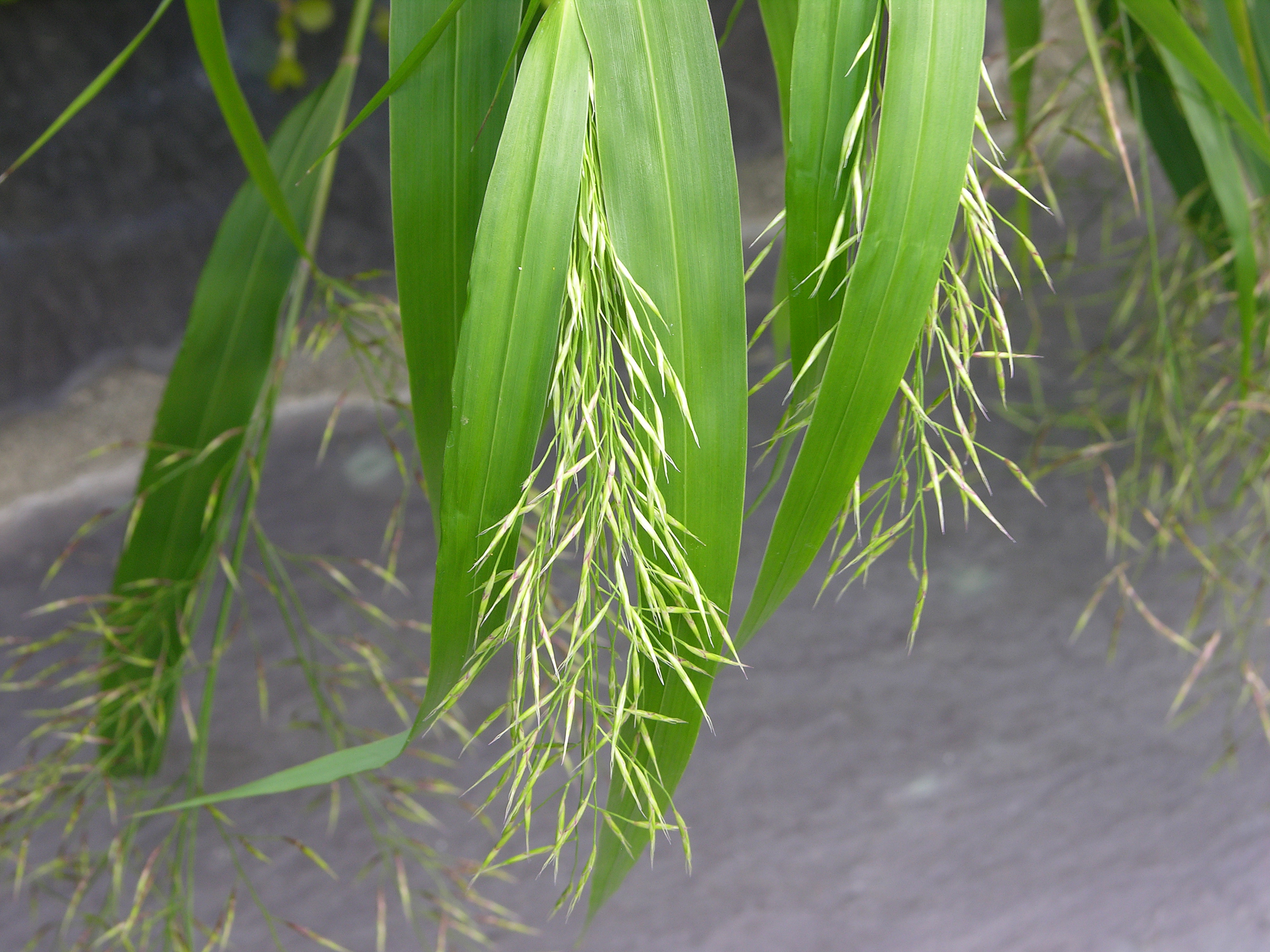
Detalle de la planta

## Descripción
Son plantas perennes; rizomatosa con tallos de 30-60 cm de alto; herbáceas; de 2 cm de diámetro. Los culmos con nodos glabros. Plantas desarmados. Láminas foliares angostas, de 2-8 mm de ancho; sin nervadura transversal. Lígula una membrana con flecos . Contra-lígula presente (la lígula adaxial continúa como una franja de pelos alrededor de la parte posterior). Plantas bisexual, con espiguillas bisexuales; con flores hermafroditas. Las inflorescencia paniculadas (pequeñas) ; abiertas, con ramillas capilares ; espatáceas.

## Taxonomía
Hakonechloa macra fue descrita por (Munro) Honda y publicado en Botanical Magazine 26: 237. 1912
Citología
Número de la base del cromosoma, 2n = 50.
Sinonimia
- Phragmites macer Munro basónimo
- Phragmites oyyamensis Onuma[3][4]